# Club Atlético San Lorenzo de Almagro (futsal masculino)
La sección de futsal del Club Atlético San Lorenzo de Almagro es el equipo representativo de la institución en dicho deporte. 
Su sede está situada en el barrio de Boedo, en la Comuna 5 de la Ciudad Autónoma de Buenos Aires, Argentina.
El Ciclón es el primer y único club argentino campeón de la Copa Libertadores de Futsal, el certamen más importante del continente, tras coronarse en el año 2021.
A 2022, se posiciona como el tercer equipo más exitoso de la 1.ª División con 9 títulos, detrás de Pinocho y Boca Juniors respectivamente. A su vez, lidera la Copa Benito Pujol con 3 conquistas y obtuvo la Copa Argentina en 2018.
Obtuvo también la medalla de bronce de la Copa Libertadores 2022 tras caer en semifinales frente a Cascavel de Brasil y derrotar en el tercer y cuarto puesto a Cerro Porteño de Paraguay.

## Historia
San Lorenzo se inició en este deporte en 1997 e intervino oficialmente a partir de 1998, cuando se afilió a la Asociación del Fútbol Argentino, integrando la Segunda División. Ese mismo año, el equipo de Boedo logró el ascenso después de obtener los torneos Apertura y Clausura.
Los Fundadores con el aval del Presidente Fernando Miele, fueron Oscar Trama Polaco Masial Emilio Aval Pravia.
Entre sus dirigentes más conocidos Norberto Daniel Rizzo, Miguel Clemente Pepe Cid, Aldo Aravena, Marcelo Cabrera, José Álvarez, Juan Carlos Antonio.
Grandes Directores Técnicos pasaron por la actividad, Fernando Berón, Óscar Trama, Polaco Masial, Wálter Cappizzano, Rubén Pérez.
En la máxima categoría, el club se coronó campeón del torneo Apertura 1999, Clausura 1999, Clausura 2000, Clausura 2001, Clausura 2004, Clausura 2006, Campeonato 2018 y el Campeonato 2019. Además, consiguió la Copa Benito Pujol en tres ocasiones: 1999, 2000 y 2004, y obtuvo la Copa Argentina en 2018.
La disciplina creció considerablemente en los últimos años y apuesta a la conformación de categorías formativas competitivas dentro del campeonato regulado por la Asociación del Fútbol Argentino. Las divisiones de San Lorenzo van desde la Primera hasta la Octava y tres promocionales. En total son más de 150 chicos los que practican el deporte en la Institución.
A lo largo de la historia fueron muchos los jugadores azulgranas que vistieron los colores de la selección argentina, entre ellos Abdala, Apollonio, Cabral, Deslarmes, Dótolo, Gramuglia, Guariniello, Mónaco, Navarro, Paiva, Sandivar, Serra, Stazzone, Vargas, Vidal, Villalva, entre otros tantos.
En 2016, el Ciclón se clasificó a los playoffs, donde no logró quedar entre los cuatro mejores del certamen. 
En el 2018, San Lorenzo comienza a escribir algunas de las páginas más gloriosas de su rica historia: se coronó campeón de la Copa Argentina, levantó el título del Torneo de AFA y se clasificó a la Copa Libertadores 2019 tras vencer a Villa La Ñata en una Superfinal. Siguió la consolidación de las divisiones inferiores y aumentó el sentido de pertenencia con el Polideportivo de Boedo, ya convertido en un icono.
En 2019 se consagra nuevamente campeón del Torneo de AFA y gana por primera vez en su historia la Liga Nacional de Futsal Argentina.
El 22 de mayo de 2021 se consagró campeón de la Copa Libertadores de Futsal, convirtiéndose en el primer club argentino en lograr dicho título en la historia y siendo, hasta la fecha, el único en conseguirlo.
En el 2022 se corona campeón de la Copa Argentina, venciendo a Franja de Oro en la final. También, vence en la final de la Liga a Boca Juniors en una apasionante definición en Boedo y también, a nivel continental, logró el tercer puesto en la Libertadores.

## Rivalidades
Las rivalidades del Futsal de San Lorenzo son las heredadas del fútbol de campo. El clásico rival del ciclón es Huracán, con quien disputa el Clásico Porteño, pero no se enfrentan debido a la diferencia de categoría y la amplia diferencia de jerarquía.
Además, las otras rivalidades del santo son (también heredadas del fútbol de campo) los demás clubes que, junto a San Lorenzo, completan la nómina de los 5 grandes del fútbol argentino: Racing, Independiente, River y Boca; en especial con este último debido a que ambos clubes son de los más ganadores del Futsal y también por la numerosa cantidad de enfrentamientos decisivos entre ambos.
Otra de las rivalidades del ciclón es con Pinocho por ser ambos, dos de los clubes más ganadores de la historia del Futsal; y con Ferro, debido a la historia del club de Caballito en el fútbol de campo, la cercanía geográfica y la fuerte rivalidad que comparten en el Básquet donde el enfrentamiento entre ambos es considerado un clásico. 
También comparte rivalidad con Kimberley Atletic Club por su reciente éxito en los torneos nacionales.

## Palmarés

### Títulos nacionales
| Organizados por AFA                   | Organizados por AFA | Organizados por AFA |
| Competición                           | Títulos |                     |
| ------------------------------------- | --- | ------------------- |
| Primera División de Argentina (10)    | Apertura 1999, Clausura 1999, Clausura 2000, Clausura 2001, Clausura 2004, Clausura 2006, Campeonato 2018, Campeonato 2019, Campeonato 2022, Campeonato 2023. |                     |
| Liga Nacional de Futsal Argentina (1) | 2019. |                     |
| Copa Benito Pujol (3)                 | 1999, 2000, 2004. |                     |
| Copa Argentina de Futsal (3)          | 2018, 2022, 2023 |                     |
| Supercopa Argentina (2)               | 2020, 2021. |                     |

### Títulos internacionales
| Organizados por CONMEBOL        | Organizados por CONMEBOL | Organizados por CONMEBOL |
| Competición                     | Títulos                  |                          |
| ------------------------------- | ------------------------ | ------------------------ |
| Copa Libertadores de Futsal (1) | 2021.                    |                          |

## Datos del club
- Temporadas en Primera División: 23 (1999 — )

Mejor resultado: Campeón
- Temporadas en Primera B: 1 (1998)

Mejor resultado: Campeón (1998)

## Plantel
| Temporada 2023 |                      |                  |          |         |
| N.º            | Nac                  | Nombre           | Posición | Edad    |
| 1              | Bandera de Argentina | Luka Benyik      | ARQ      | 24 años |
| 3              | Bandera de Argentina | Dylan Vargas     | Ala      | 28 años |
| 5              | Bandera de Argentina | Damián Stazzone  | Cierre   | 39 años |
| 7              | Bandera de Argentina | Tomás Acebedo    | Ala      | 22 años |
| 8              | Bandera de Argentina | Ian Pedraza      | Ala      | 21 años |
| 9              | Bandera de Argentina | Tomas Pescio     | Pivot    | 26 años |
| 10             | Bandera de Argentina | Julián Caamaño   | Ala      | 31 años |
| 14             | Bandera de Argentina | Thomas Baisel    | Ala      | 24 años |
| 15             | Bandera de Argentina | Mathias Coronel  | Ala      | 25 años |
| 16             | Bandera de Argentina | Nicolas Bottini  | Cierre   | 29 años |
| 19             | Bandera de Argentina | Enzo Baez        | Ala      | 22 años |
| 20             | Bandera de Argentina | Martín Amans     | Pivot    | 29 años |
| 21             | Bandera de Argentina | Matías Block     | Pivot    | 29 años |
| 22             | Bandera de Argentina | Agustín Del Rey  | Ala      | 23 años |
| 23             | Bandera de Argentina | Lucas Forastiero | ARQ      | 22 años |

Director Técnico: Luciano Antonelli
Ayudante de Campo: Gabriel Bolo Alemany 
Entrenador de Arqueros: Máximo Serra
Preparador Físico: Alejandro Mingrone 
Kinesiólogo: Franco Tarantino